# All-Star Weekend
Pour plus de détails, voir Fiche technique et Distribution.
All-Star Weekend est un film américain inédit réalisé par Jamie Foxx.
Tourné en 2016, le film n'a toujours pas de date de sortie annoncée.

## Synopsis
Deux conducteurs de dépanneuse, Malik et Danny, sont des fans absolus de basketball, en particulier des joueurs LeBron James et Stephen Curry,,.
Les deux compères gagnent des tickets pour le match annuel All-Star Game de la NBA. En route pour le match, Malik et Danny rencontrent la belle et mystérieuse Asia,,.

## Fiche technique
Sauf indication contraire, les informations mentionnées dans cette section peuvent être confirmées par la base de données cinématographiques IMDb,  présente dans la section « Liens externes ».
- Titre original : All-Star Weekend
- Réalisation et scénario : Jamie Foxx[5]
- Photographie : John T. Connor
- Musique : Ainz Brainz Prasad
- Production : Jamie Foxx, Avram 'Butch' Kaplan, Elijah Long, Chuck Pacheco, Deon Taylor
- Pays de production :  États-Unis
- Langue originale : anglais
- Format couleur - 35 mm
- Genre : comédie
- Date de sortie : n/a Date sujette à modification

## Distribution
- Robert Downey Jr.
- Jamie Foxx : Malik / Xavier
- Gerard Butler
- Eva Longoria : Asia
- Benicio del Toro
- Jeremy Piven : Danny
- Jessica Szohr
- Inanna Sarkis : Stephanie
- Jasmine Waltz : Josephine
- Corinne Foxx : Suyin

## Production
Le tournage a lieu en octobre 2016. Il se déroule à Santa Clarita, Los Angeles et Burbank en Californie.